# Hohe Straße 13 (Quedlinburg)

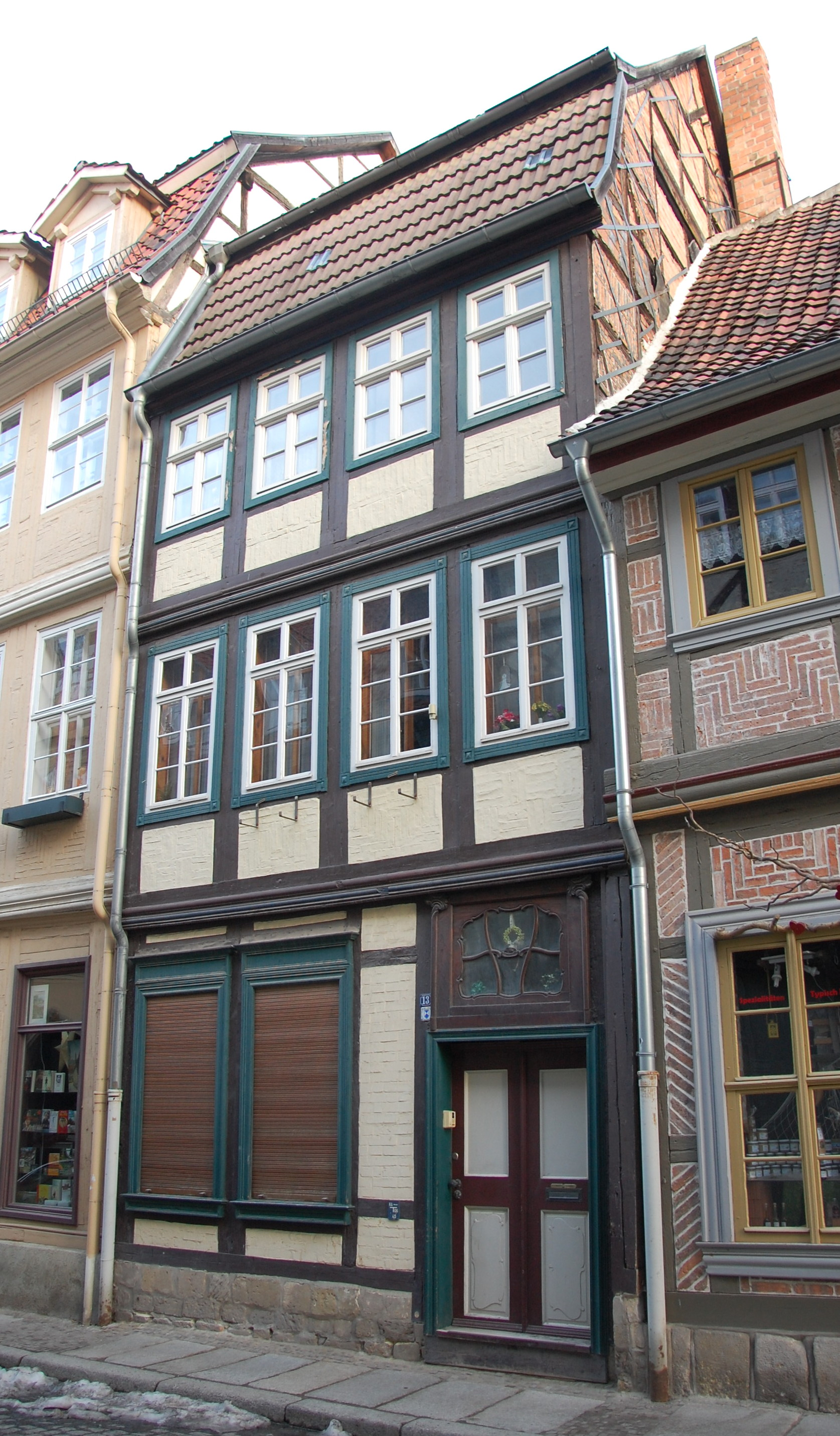
Haus Hohe Straße 13

Das Haus Hohe Straße 13 ist ein denkmalgeschütztes Gebäude in der Stadt Quedlinburg in Sachsen-Anhalt.

## Lage
Es befindet sich im Stadtgebiet westlich des Quedlinburger Marktplatzes und gehört zum UNESCO-Weltkulturerbe. Südlich schließt sich das gleichfalls denkmalgeschützte Haus Hohe Straße 14 an.

## Architektur und Geschichte
Das dreigeschossige Fachwerkhaus ist im Denkmalverzeichnis Quedlinburgs als Wohnhaus eingetragen. Die Fachwerkfassade ist mit einer Profilbohle, die Gefache mit Zierausmauerungen versehen. Bedeckt ist das Gebäude mit einem Mansarddach. Es entstand in der Zeit des Barock um 1750. Die Haustür ist im Stil des Rokoko gestaltet und mit einem aufwendig gestalteten Oberlicht versehen.